# Londons stift
Londons stift (engelska: Diocese of London) är ett stift inom Engelska kyrkan. Stiftet omfattar merparten av Greater London norr om Themsen och väster om floden Lea, med totalt 16 London boroughs, samt distriktet Spelthorne i Surrey. Domkyrka och biskopssäte är Sankt Paulskatedralen.
Stiftet är ett av Engelska kyrkans äldsta, och har sedan 1000-talet betraktats som landets främsta efter de båda ärkestiften. Under 1600- och 1700-talen fick biskopen av London ett växande ansvar för den andliga vården av de brittiska kolonierna. Biskopen av London eller en av hans suffraganer ansvarade för utlandsförsamlingarna ända in på 1980-talet.
I takt med att industrialiseringen och urbaniseringen i England tog fart, fick Londons stift minskat geografiskt omfång samtidigt som invånarantalet ökade kraftigt. En följd av utvecklingen är att stiftets ansvar för utbildning ökade, och i dag bedriver Londons stift en omfattande skolverksamhet med över 52 000 elever i 150 skolor.
Sankt Paulskatedralen är ett välbesökt turistmål och dess kupol är ett klassiskt inslag i Londons stadssiluett. I stiftet finns även flera andra kyrkor och kapell som historiskt stått utanför stiftsorganisationen, och därmed utgjort ett så kallat kungligt undantag (Royal Peculiar). Lika central som Sankt Paulskatedralen är Westminster Abbey, där brittiska monarkers kröning äger rum och där ett flertal statsbegravningar och andra framstående ceremonier genomförts.
Den 133:e biskopen av London, Sarah Mullally, installerades som biskop i Sankt Paulskatedralen den 12 maj 2018. Hon är den första kvinna som är biskop i stiftet, och den andra kvinna i landet som utnämnts till stiftsbiskop.

## Historik

### Grundande, tidig romersk tid
Kristendomen kom till England med romarna. Baserat på helgontecknaren Jocelyn of Furness skrifter har stiftet traditionellt ansetts grundat redan på 180-talet e.Kr. Uppgifterna har dock tillkommit långt efter de faktiska händelserna, överensstämmer inte med andra i tiden mer närliggande källor, och talar också om ärkebiskopar trots att det saknas belägg för London som ärkestift. Klara belägg för stiftets existens finns från tidigt 300-tal e.Kr. i form av biskop Restitutus som deltog i kyrkomötet i Arles år 314.

### Anglosaxiska perioden
Romarrikets ockupation av England upphörde cirka år 410, och landet kom i stället under anglosaxiskt inflytande. Med det följde en återgång till hedendom. Stiftet kan därför sägas ha återuppstått år 604 när ärkebiskop Augustinus av Canterbury biskopsvigde Mellitus och kung Ethelbert av Kent började bygga den första Sankt Paulskatedralen. Biskopssätet i London var därmed återetablerat. Efter Ethelberts död tvingades Mellitus att lämna London på nytt, och han avled sedan 624 e.Kr. Först på 650-talet fanns en ny biskop på plats i London, och därefter har biskopsstolen i huvudsak varit besatt.

### Normandiska perioden
Redan innan den Normandiska erövringen av England, lät kung Edvard bekännaren ersätta anglosaxiska biskopar med normander. I Londons stift blev Robert av Jumièges den förste, och William Normanden följde efter honom. De efterföljande decennierna sker en skiftning, och biskopslängden innehåller inte längre namn som Wulfstan och Æthelweard, utan William (Guillaume), Robert, Richard och Gilbert. Det är under dessa förändringar som Lanfranc, ärkebiskop av Canterbury, år 1075 sammankallar en synod i London. Vid synoden fattas främst beslut om prästernas levnadsregler. Samtidigt beslutas också att näst efter ärkebiskopen av Canterbury och ärkebiskopen av York ska biskopen av London vara den främsta av Englands biskopar.

### Reformationen

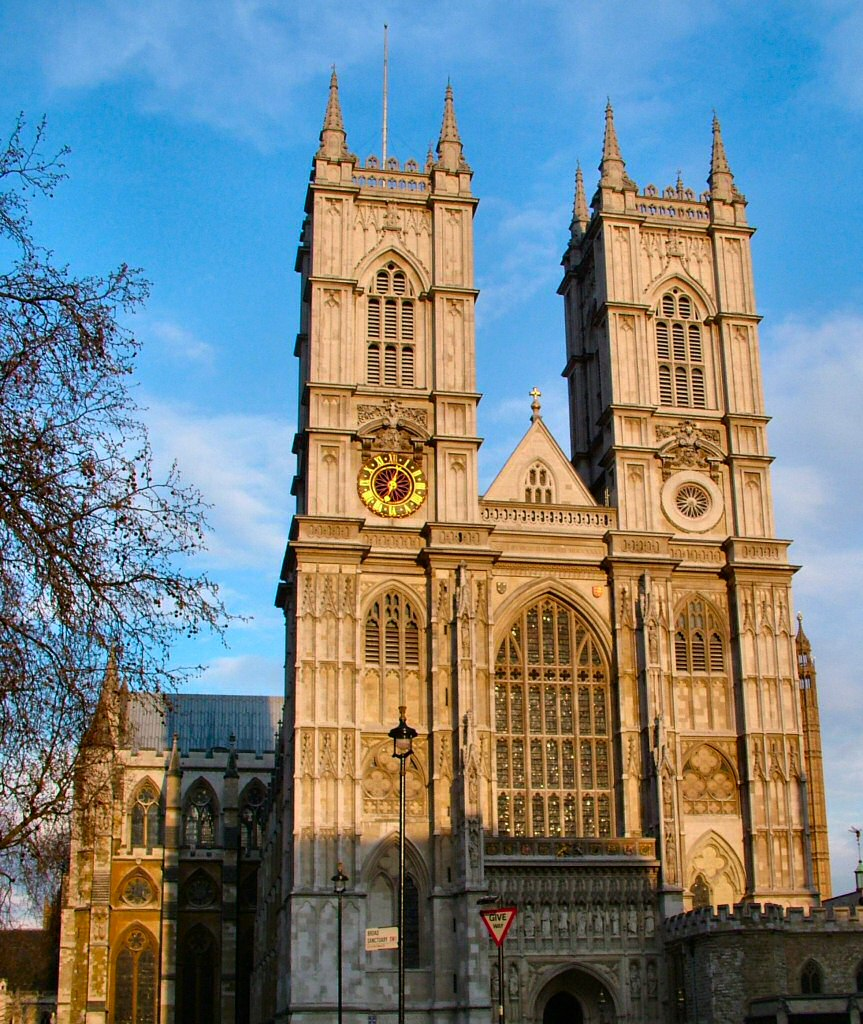
Westminster Abbey borde ha rivits under reformationen, men räddades kvar genom att tillfälligt bli domkyrka.

Med början i Henrik VIII:s reformation genomgick hela Engelska kyrkan stora förändringar, så även Londons stift. Ett viktigt steg var klosterupplösningen, som genomfördes 1536–1541, och som innebar att de katolska klostren drogs in till Kronan, lades ned eller omvandlades till församlingskyrkor. Även om de flesta klostren stod fria från stiftet och styrdes av sin ordens generalkapitel påverkade ordenslivet samhällets vardag. Under tidsperioden antas så många som två procent av männen ha varit klosterfolk.
I Londons stift upplöstes bland andra Barking Abbey, London Charterhouse, Stratford Langthorne Abbey och det svenskkopplade birgittinerklostret Syon Abbey. Även Westminster Abbey upphörde som kloster, men för att undvika att kyrkan helt skulle upplösas eller förstöras lät Henrik VIII inrätta ett nytt stift, kallat Diocese of Westminster, med Westminster Abbey som domkyrka och biskopssäte.
Klosterupplösningen påverkade även andra samhällsfunktioner som kyrkan ansvarade för. Medan kyrkan St Bartholomew-the-Great plundrades och revs, fick merparten av det sjukhus som klostret drev fortsätta att verka. Men reduktionen innebar att klostrets finansiering av sjukhuset uteblev, och Henry VIII agerade 1544 och igen 1546 för att återupprätta sjukhuset. Lösningen blev att Londons borgare och kungen sköt till mark vars avkastning skulle betala för verksamheten på sjukhuset. Motsvarande lösningar gjordes även för flera andra sjukhus i staden. St Bartholomew's Hospital är fortfarande (2021) verksamt som ett undervisningssjukhus, men drivs av NHS utan koppling till Engelska kyrkan.
Först under Edvard VI genomfördes en fullständig reformation varefter katolsk mässrit och utsmyckning upphörde. Nicholas Ridley blev den förste protestantiske biskopen av London 1550, men avsattes redan tre år senare under Maria I av Englands restauration, och stiftets siste katolske biskop, Edmund Bonner, återinsattes. Bonner blev i sin tur avsatt 1559 för att ha vägrat att gå ed på drottning Elisabet I:s överhöghet över Engelska kyrkan. Den nye biskopen av London, Edmund Grindal, införde 1559 slutligen reformatorisk tro och gudstjänstliv i stiftet, som sedan dess har bestått.

### Kolonier och utlandsförsamlingar

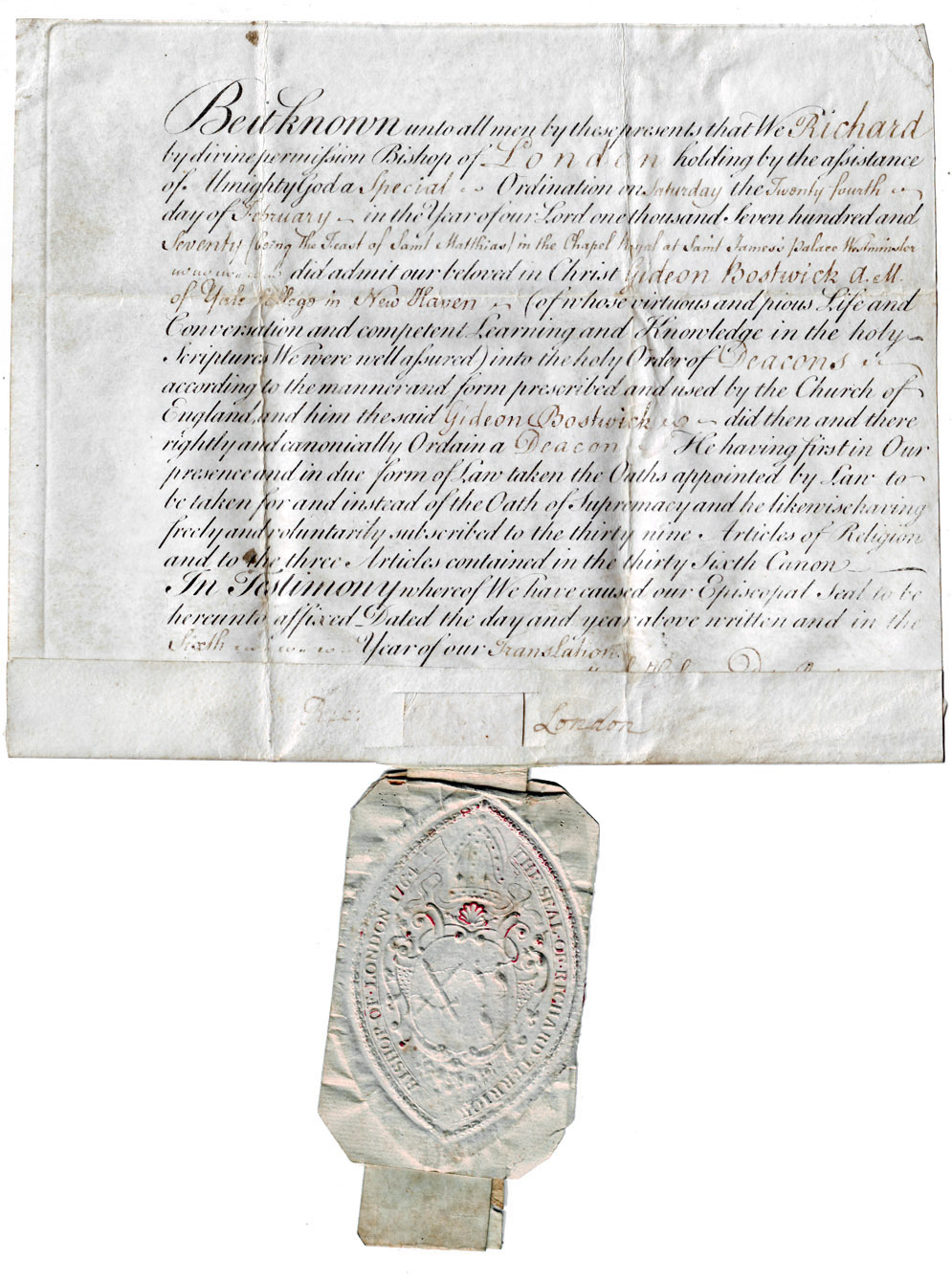
Biskopen av London ordinerade även präster för de brittiska kolonierna i Nordamerikan. Här intyg om prästvigning utfärdat i Westminster av biskop Richard Terrick, 24 februari 1770, för en Gideon Bostwick, från York College, New Haven.

Från och med 1600-talet fick biskopen av London ett växande ansvar för kyrkans församlingar och präster i de brittiska kolonierna, inte minst i Nordamerika och Västindien. Församlingarna ingick inte i Londons stift utan stod utanför stiftsorganisationen (engelska: extra-diocesan), men biskopen ansvarade för antagandet av prästkandidater, ordination och det resestipendium som gavs till präster på väg till Nya Världen (The King's/Queen's Bounty). Ansvaret var otydligt reglerat, och beskrivs som att församlingarna "genom långt bruk anses ha en närmare relation till biskopen av London än till någon annan biskop". Det finns dock belagt från 1675 eller 1685. Bandet upphörde i De tretton kolonierna i och med amerikanska frihetskriget. År 1787 utsågs en biskop för Nova Scotia i Kanada, som därmed blev den första biskopen utanför Storbritannien. Därefter skapades allt fler utomeuropeiska stift, med början 1814 i Calcutta i Indien och 1824 i Västindien.
För församlingarna i Europa och runt Medelhavet fortsatte biskopens ansvar fram till 21 augusti 1842, då Gibraltars stift inrättades. Församlingarna i Nord- och Centraleuropa blev dock kvar under biskopen av London, som från 1883 delegerade ansvaret till en suffraganbiskop. Under perioden 1926–1980 var ansvaret uttalat delegerat till suffraganbiskopen av Fulham.

### Stiftets geografiska utveckling
De tidiga biskoparna av London benämndes biskop av östsaxarna, det vill säga folket i kungariket Essex, men från 600-talet och framåt omfattar stiftet hela Essex och Middlesex och större delen av Hertfordshire. Stiftet avgränsades i söder av Themsen.
Under ett tiotal år i mitten av 1500-talet lät Henrik VIII bryta ut staden Westminster samt grevskapet Middlesex förutom Fulham, för att bilda Westminsters stift med Westminster Abbey som domkyrka och biskopssäte. Stiften slogs dock snart samman igen, under biskopen av London med Sankt Paulskatedralen som enda domkyrka. Westminster Abbey ombildades då till kollegiatstiftskyrka.
Befolkningstillväxten och urbaniseringen under 1800- och 1900-talen ledde till förändringar i stiftsorganisationen i och runt omkring London. Fram till 1845 fanns också ett stort antal församlingar som inte löd under stiftsbiskopen. Det rörde sig dels om kungliga undantag (eng. Royal Peculiars), dels om församlingar som organiserats direkt under ärkebiskopen av Canterbury. Enstaka geografiska avvikelser fanns också – församlingen i Stanwell hörde till exempel till Oxfords stift, medan fyra församlingar i Buckinghamshire hörde till London.
När den förändrade stiftsindelningen verkställdes 1845 tillfördes Londons stift de 13 undantagsförsamlingar som fanns i City of London, ett antal i Middlesex, några i Croydons ärkediakonat. Samtidigt överfördes merparten av Essex till Rochesters stift. Även församlingarna i Hertfordshire och Buckinghamshire överfördes till andra stift. Slutligen fick biskopen av London för första gången ansvar även för ett område söder om Themsen, närmare bestämt åtta församlingar i grevskapet Kent. Flera av dessa förändringar upphävdes dock mellan 1863 och 1905, då resten av Essex samt församlingarna i Kent överfördes till Rochester och delar av Croydon till Southwarks stift.
År 2021 omfattar stiftet cirka 460 km2, och sträcker sig från Themsen i söder till Enfield i norr, och från Staines-upon-Thames i väster till Docklands i öster. Stiftet omfattar City of London och City of Westminster, samt ytterligare sexton London boroughs, därtill (av historiska anledningar) distriktet Spelthorne i Surrey.

## Organisation

### Biskopen av London

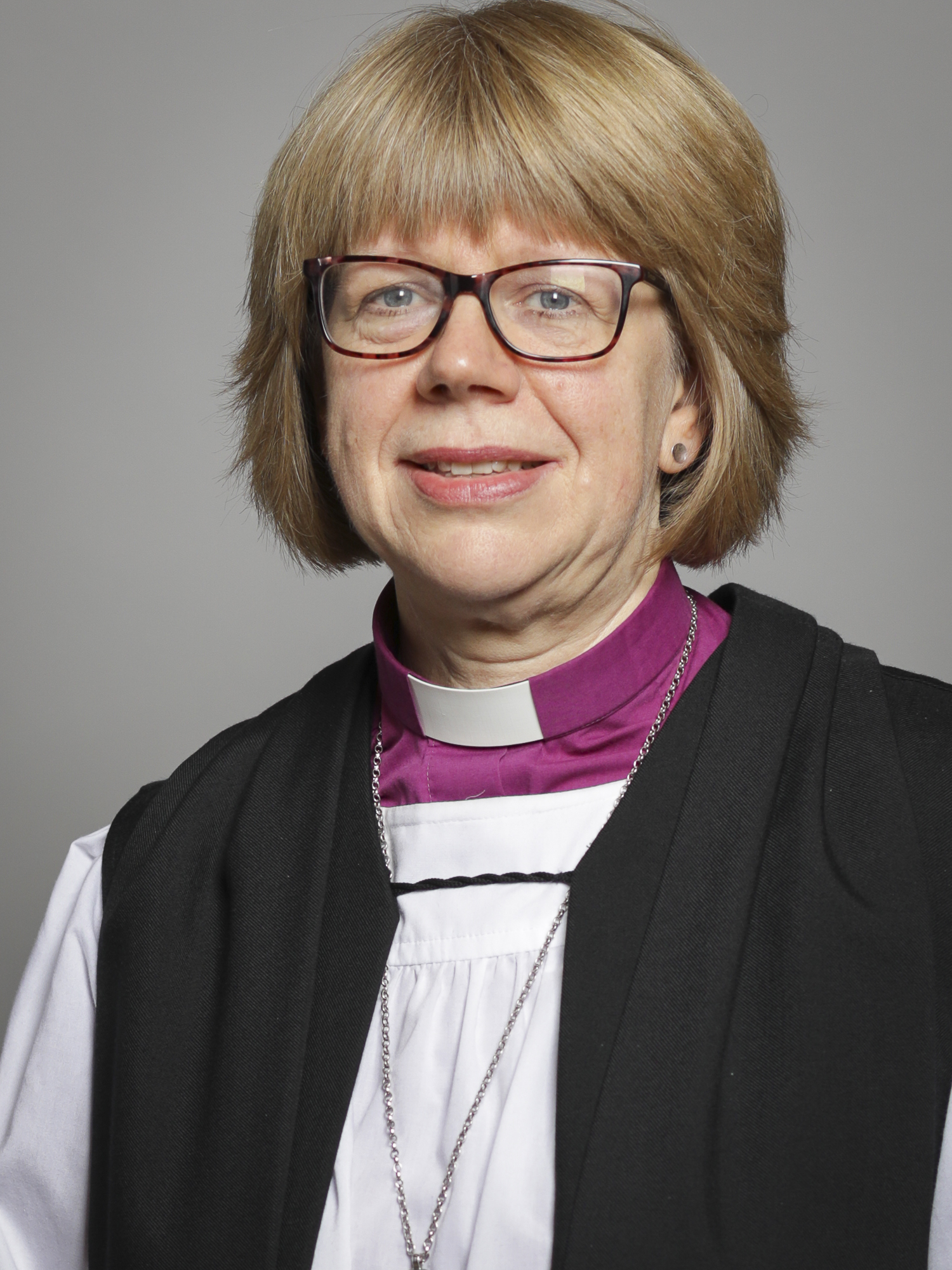
The Rt. Revd. Sarah Mullally är den 133:e biskopen av London, och den första kvinnan i ämbetet.

Den 133:e biskopen av London, Sarah Mullally, installerades som biskop i Sankt Paulskatedralen den 12 maj 2018. Hon är den första kvinnan som är biskop i stiftet, och den andra kvinnan i landet som är stiftsbiskop.
Biskopen av London är sedan synoden i London 1075 den främste av stiftsbiskoparna efter ärkebiskoparna av Canterbury och York, och därmed en av fem biskopar som ex officio har säte i parlamentets överhus.
Från 1748 har monarken utsett biskopen av London till dekan för Hans/Hennes Majestäts Hovförsamlingar, en titel som kan jämföras med överhovpredikant. Då hovförsamlingarna utgör så kallat kungligt undantag ingår de inte i Londons stift, men genom att samma person innehar både biskops- och dekanämbetena har biskopen ändå ansvar för tillsynen av dem.
Fram till 1973 var Fulham Palace i stadsdelen Fulham biskopens residens. Sedan 1996 har biskopen sitt officiella residens i The Old Deanery, vid Dean's Court i City of London. Här finns också biskopens kontor. Fastigheten var redan tidigare knuten till stiftet, då dekanen i Sankt Paulskatedralen hade sitt residens där från 1670-talet till 1977.

### Övriga biskopar
Biskopen leder biskopskollegiet, som består av sex suffraganbiskopar. Dessa är fullvärdiga biskopar, men utan egna stift och underställda stiftsbiskopen.
Bruket av suffraganbiskopar var under en lång period vilande, men från 1800-talet har Londons stift haft en eller flera suffraganer som på biskopens delegation verkar i hela stiftet. Ofta har suffraganbiskoparna haft ansvar för stiftsgemensamma funktioner, till exempel rekrytering av nya prästkandidater eller bildandet av nya församlingar. Med början 1970 genomförde Londons stift en försöksverksamhet genom att ge ett särskilt områdesansvar till suffraganbiskopar. De fick titeln områdesbiskop (eng. area bishop), och skiljer sig från övriga suffraganer genom att de har fullt ansvar som biskop inom sitt område. Försöket föll väl ut och har blivit en permanent lösning, som även använts i andra stift. Sedan 2001 har Londons stift varit uppdelat i fem biskopsområden. Edmonton, Kensington, Stepney och Willesden leds av var sin områdesbiskop, medan Two Cities är direkt underställt stiftsbiskopen.
Biskopen av Islington är inte områdesbiskop, utan verkar i stället – fri från geografiskt ansvar – över hela stiftet för etableringen av nya församlingar. När Islingtons biskopssäte återupprättades 2015 efter att ha varit vakant sedan 1923, var det dessutom med målet att, efter inbjudan av berörda stiftsbiskopar, stötta församlingsplantering över hela landet. Därför är biskopen knuten även till St Mellitus College, med campus i London och Liverpool.
Engelska kyrkan möjliggjorde för kvinnor att prästvigas 1994. Sedan dess har församlingar som motsätter sig ordningen kunnat begära att inte stå under tillsyn av en biskop som prästvigt kvinnor. Sedan 2014, när kvinnor också fick möjlighet att biskopsvigas, har särskilda biskopsvisitatorer utsetts för varje kyrkoprovins, så kallade flygande biskopar (eng. Provincial Episcopal Visitor) med ansvar för församlingar inom flera stift. I Londons stift finns en suffraganbiskop med motsvarande ansvar, nämligen biskopen av Fulham, som sedan 1992 fullgör biskopens av London uppgifter gentemot de församlingar som inte accepterar kvinnliga präster och har en anglokatolsk inriktning. Han har även motsvarande uppdrag i Rochesters och Southwarks stift. För församlingar som är av konservativ evangelikal inriktning licensieras i stället en biträdande biskop, vanligen biskopen av Ebbsfleet.

### Ärkediakoner
För varje biskopsområde, inklusive det område som stiftsbiskopen ansvarar för, finns även en ärkediakon (eng. archdeacon) utsedd. Uppdraget innebär att under stiftsbiskopen, respektive områdesbiskopen, ansvara för att visitera församlingar, övervaka det demokratiska arbetet i kyrkoråd och stiftssynod, stödja och ha tillsyn över präster och diakoner samt fullfölja biskopens ansvar vad gäller kyrkobyggnader och övriga fastigheter.

### Indelning
Det här avsnittet är helt eller delvis baserat på material från  engelskspråkiga Wikipedia, Diocese of London, 3 februari 2021.
| Biskopsområde (Episcopal Area)                                  | ärkediakonat (Archdeaconries) | Dekanat (Deaneries)                              |
| --------------------------------------------------------------- | ----------------------------- | ------------------------------------------------ |
| Two Cities Episcopal Area (Biskop av London)                    | Archdeaconry of London        | Deanery of the City of London                    |
| Two Cities Episcopal Area (Biskop av London)                    | Archdeaconry of Charing Cross | Deanery of Westminster Paddington                |
| Two Cities Episcopal Area (Biskop av London)                    | Archdeaconry of Charing Cross | Deanery of Westminster St Margaret               |
| Two Cities Episcopal Area (Biskop av London)                    | Archdeaconry of Charing Cross | Deanery of Westminster St Marylebone             |
| Edmonton Episcopal Area (Biskop av Edmonton, områdesbiskop)     | Archdeaconry of Hampstead     | Deanery of Central Barnet                        |
| Edmonton Episcopal Area (Biskop av Edmonton, områdesbiskop)     | Archdeaconry of Hampstead     | Deanery of West Barnet                           |
| Edmonton Episcopal Area (Biskop av Edmonton, områdesbiskop)     | Archdeaconry of Hampstead     | Deanery of North Camden (Hampstead)              |
| Edmonton Episcopal Area (Biskop av Edmonton, områdesbiskop)     | Archdeaconry of Hampstead     | Deanery of South Camden (St Pancras och Holborn) |
| Edmonton Episcopal Area (Biskop av Edmonton, områdesbiskop)     | Archdeaconry of Hampstead     | Deanery of Enfield                               |
| Edmonton Episcopal Area (Biskop av Edmonton, områdesbiskop)     | Archdeaconry of Hampstead     | Deanery of East Haringey                         |
| Edmonton Episcopal Area (Biskop av Edmonton, områdesbiskop)     | Archdeaconry of Hampstead     | Deanery of West Haringey                         |
| Kensington Episcopal Area (Biskop av Kensington, områdesbiskop) | Archdeaconry of Middlesex     | Deanery of Hammersmith and Fulham                |
| Kensington Episcopal Area (Biskop av Kensington, områdesbiskop) | Archdeaconry of Middlesex     | Deanery of Hampton                               |
| Kensington Episcopal Area (Biskop av Kensington, områdesbiskop) | Archdeaconry of Middlesex     | Deanery of Hounslow                              |
| Kensington Episcopal Area (Biskop av Kensington, områdesbiskop) | Archdeaconry of Middlesex     | Deanery of Kensington                            |
| Kensington Episcopal Area (Biskop av Kensington, områdesbiskop) | Archdeaconry of Middlesex     | Deanery of Chelsea                               |
| Kensington Episcopal Area (Biskop av Kensington, områdesbiskop) | Archdeaconry of Middlesex     | Deanery of Spelthorne                            |
| Stepney Episcopal Area (Biskop av Stepney, områdesbiskop)       | Archdeaconry of Hackney       | Deanery of Hackney                               |
| Stepney Episcopal Area (Biskop av Stepney, områdesbiskop)       | Archdeaconry of Hackney       | Deanery of Islington                             |
| Stepney Episcopal Area (Biskop av Stepney, områdesbiskop)       | Archdeaconry of Hackney       | Deanery of Tower Hamlets                         |
| Willesden Episcopal Area (Biskop av Willesden, ormådesbiskop)   | Archdeaconry of Northolt      | Deanery of Brent                                 |
| Willesden Episcopal Area (Biskop av Willesden, ormådesbiskop)   | Archdeaconry of Northolt      | Deanery of Ealing                                |
| Willesden Episcopal Area (Biskop av Willesden, ormådesbiskop)   | Archdeaconry of Northolt      | Deanery of Harrow                                |
| Willesden Episcopal Area (Biskop av Willesden, ormådesbiskop)   | Archdeaconry of Northolt      | Deanery of Hillingdon                            |

### Stiftssynod
I Engelska kyrkan är det biskopen som styr stiftet, med råd och samtycke från representanter för stiftets präster och lekmän, samlade i stiftssynoden (eng. Diocesan Synod).
Synoden diskuterar de ärenden som rör stiftet eller som biskopen eller Generalsynoden lägger fram. Det är också stiftssynoden som tar emot den ekonomiska redovisningen för Londons stiftsfond och beslutar om den ekonomiska utjämningen mellan stiftets församlingar (Common Fund). Däremot kan stiftssynoden inte formulera kyrkans tro eller lära. Det ansvaret vilar på Generalsynoden.
I Londons stift består stiftssynoden av cirka 200 ledamöter, där merparten väljs av ärkediakonaten vart tredje år medan några ledamöter deltar ex officio eller väljs in av stiftssynoden själv. Synoden är indelad i biskoparnas, prästernas och lekmännens hus. I huvudsak samlas alla ledamöter gemensamt och beslut fattas med enkel majoritet. Vissa frågor kräver dock majoritet i vart och ett av husen, och när frågor berör präster och lekmän på olika sätt kan husen också hålla separata samlingar och omröstningar. Biskopen har möjlighet att utöva veto i de flesta av synodens beslut.

### Biskopens råd
Londons stifts ekonomi hanteras genom en separat juridisk person, The London Diocesan Fund. Det är biskopen av London som tillsammans med biskopskollegiet och ärkediakonerna utövar den dagliga ledningen. En chefstjänsteman, med titeln generalsekreterare, leder den anställda personalen. Det finns även ledningsfunktioner för ekonomi och finansförvaltning, fastighetsförvaltning, tjänstebostäder, HR-processer, barnrättsperspektiv och Vision för huvudstadsområdet.
Styrelse för London Diocesan Fund är biskopens råd, The Bishop’s Council. Biskopen av London är rådets ordförande. Styrelsens två vice ordförande väljs så att en är lekman och en prästvigd. Därutöver deltar knappt 50 ledamöter som väljs av stiftssynoden inom följande valkretsar:
- stiftssynodens lekmannahus
- stiftssynodens ledamöter från Two Cities
- stiftssynodens ledamöter från Stepney
- stiftssynodens ledamöter från Kensington
- stiftssynodens ledamöter från Edmonton
- stiftssynodens ledamöter från Willesden

Förutom stiftssynodens lekmannahus utser samtliga valkretsar 1–2 prästvigda ledamöter och 3–4 lekmannaledamöter. Stiftets övriga biskopar och ärkediakoner samt dekanen för Sankt Paulskatedralen i rådet ex officio. Därutöver kan biskopen av London själv samt rådet som helhet utse ledamöter till rådet.

### Stiftskansliet
Stiftskansliet består av ett 80-tal anställda och praktikanter, och arbetar med direkt stöd till församlingarna, församlingsutveckling och kyrkliga tjänster, samt traditionella stödfunktioner. Stiftskansliet organiserar stiftets antagning, utbildning och uppföljning av ordinander, erbjuder ett antal program för barn och ungdomar, samt samordnar stiftets insatser inom olika policyområden såsom hållbarhetsfrågor. 
En särskild avdelning ansvarar för stiftets 2030 Vision, som är ”att varje Londonbo ska få möta Guds kärlek i Kristus”. Inom 2030 Vision ryms stiftets utåtriktade arbete med fokus på mission eller evangelisation i London. Det innefattar dels ett arbete med enskilda människor i och utanför kyrkan, dels ett arbete med att skapa nya gudstjänstfirande gemenskaper. Compassionate Communities är 2030 Visionens sociala arbete, där stiftskansliets roll är att utrusta de lokala församlingarna för arbete inom exempelvis hemlöshet, antirasism, skuldrådgivning, ensamhet och ungdomsvåld.
Inom de traditionella stödfunktionerna återfinns funktioner för ekonomi, HR, IT, kommunikation och drift av stiftskansliets hus, Diocesan House.  Särskild vikt läggs på Safeguarding, som är det samlande begreppet för Engelska kyrkans arbete för en trygg miljö. Arbetet har ett särskilt fokus på att skydda barn från övergrepp men inkluderar alla kyrkans verksamheter, oavsett åldrar. Förvaltning av kyrkobyggnader och prästbostäder är de två största avdelningarna, tillsammans med den enhet som ger råd och stöd till församlingar som förvaltar egna fastigheter. Församlingarna erbjuds även finansiell rådgivning. 

### Ekonomi
London Diocesan Fund omsatte 47,8 miljoner pund (2019). Av kostnaderna utgörs cirka 50 procent av löner och ytterligare 20 procent av bostäder för anställda. Fondens tillgångar uppgick till 490,6 miljoner pund. Av tillgångarna utgörs 60 procent av stiftelsekapital (Endowment) och består av framför allt jord- och skogstillgångar samt prästbostäder. Därutöver finns bundna och reserverade medel. Bara strax under 1 procent (3,6 miljoner pund) utgörs av fria reserver (General Funds).

## Kyrkor
Engelska kyrkan har 475 kyrkor i Londons stift, fördelade på 403 församlingar. Ett urval av kyrkor presenteras nedan, främst bestående av stiftets domkyrka och tidigare domkyrkor, andra kyrkor med stor kyrkorättslig betydelse samt nationellt och internationellt framträdande kyrkor eller församlingar.

### Sankt Paulskatedralen, stiftets domkyrka
Sedan stiftets återetablering på 600-talet e.Kr. är stiftets domkyrka Sankt Paulskatedralen (engelska: Saint Paul’s Cathedral), placerad på toppen av Ludgate Hill som är den högsta punkten i City of London. Katedralen är en av de största i norra Europa, beroende på vilket mått som används, och den gör ett tydligt avtryck i stadens siluett.
Den första katedralen grundades 604 e.Kr. och antas ha legat på samma plats som dagens byggnad. Den förstördes när biskop Mellitus tvingades lämna London. Därefter följde ytterligare en byggnad uppförd 675–685, som plundrades och förstördes av vikingar år 962. Den tredje katedralen började uppföras redan samma år, och byggdes då i sten. Den förstördes i en brand som inträffade före eller senast år 1087, då bygget av den fjärde katedralen påbörjades.
Den fjärde katedralen kallas numera för "Old Saint Paul's", och stod kvar i nästan 600 år. Old Saint Paul's uppfördes i gotisk stil. Koret färdigställdes 1148 och därmed kunde kyrkan fungera som en plats för mässa. När kyrkan genomgick en ikonoklasm under reformationen plundrades och förstördes delar av katedralens inredning och utsmyckning. Från medeltiden och framåt har en katedralskola funnits vid eller i anslutning till domen.
År 1663 ombads arkitekten Christopher Wren att undersöka den då fallfärdiga katedralen för att se hur den skulle kunna restaureras. Under den stora branden i London 1666 förstördes en stor del av katedralen och lösningen blev att riva den gamla kyrkan och uppföra en helt ny byggnad. Uppdraget gick till Wren, och bygget pågick 1675–1710 under hans ledning. Katedralens grundplan är utformad som ett latinskt kors, med en långhusbyggnad och ett tvärskepp, med en stor rund yta i korsmitten. Åtta pelare bär upp den 111 meter höga kupolen. Västfasaden är uppförd i två våningar med två torn.
Under andra världskriget utsattes London för blitzbombningar, men trots att Sankt Paul anfölls och träffades av bomber vid flera tillfällen klarade sig kyrkan i huvudsak intakt. Vid krigsslutet 1945 hölls tacksägelsegudstjänster, där mer än 35 000 personer deltog.
Sankt Paulskatedralen har spelat en viktig roll för stora händelser i det brittiska samhällets historia. Här hölls begravningarna av Lord Nelson, Winston Churchill och Margaret Thatcher. Christopher Wren, Florence Nightingale och Alexander Fleming har också sina gravplatser här. I Sankt Paul hölls även vigseln mellan Prins Charles och Lady Diana Spencer samt firandet av drottning Elizabeth II:s 80-årsdag.

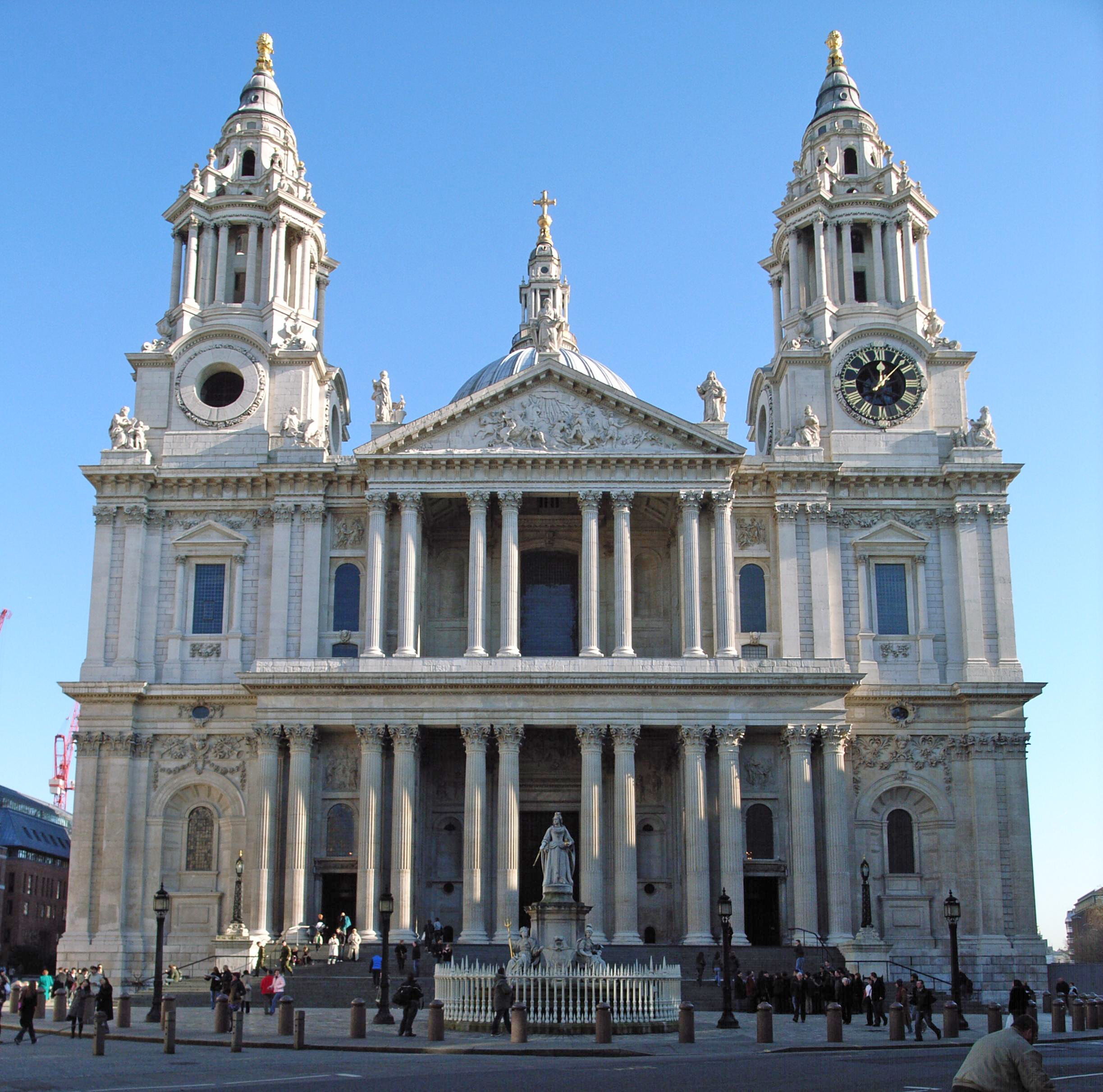
Västfasaden
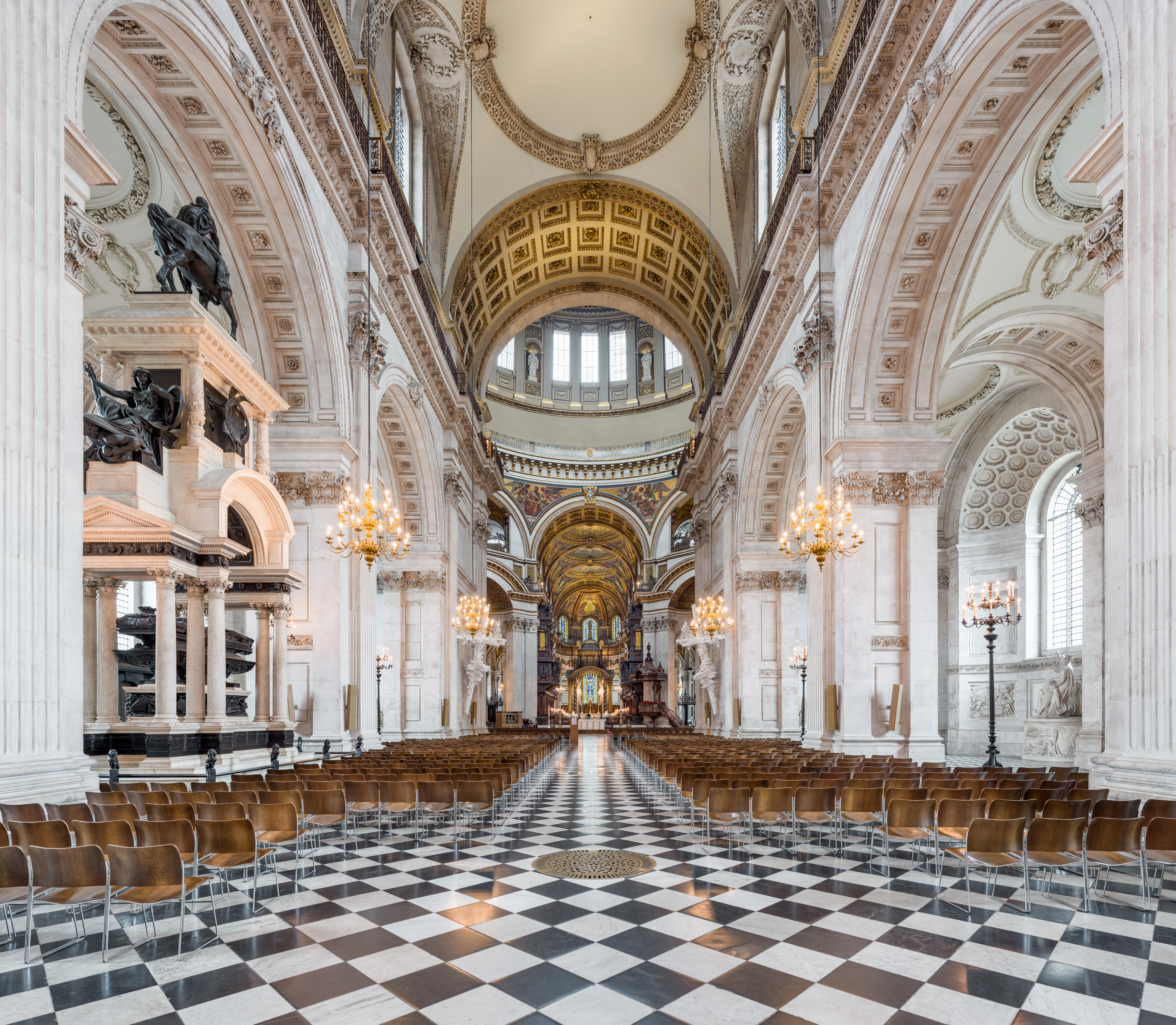
Långskeppet
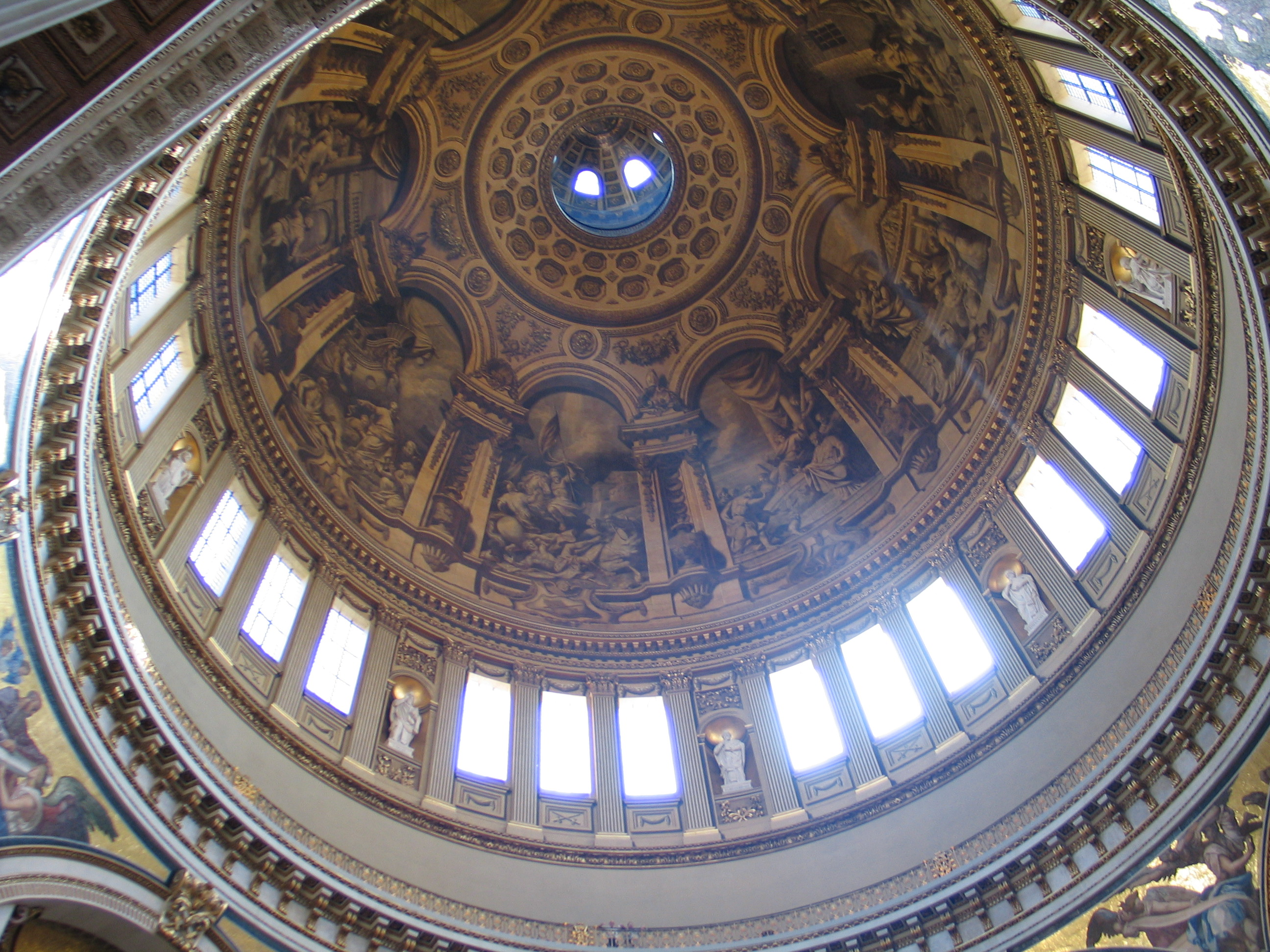
Kupolens insida

### Westminster Abbey och Saint Margaret's Church

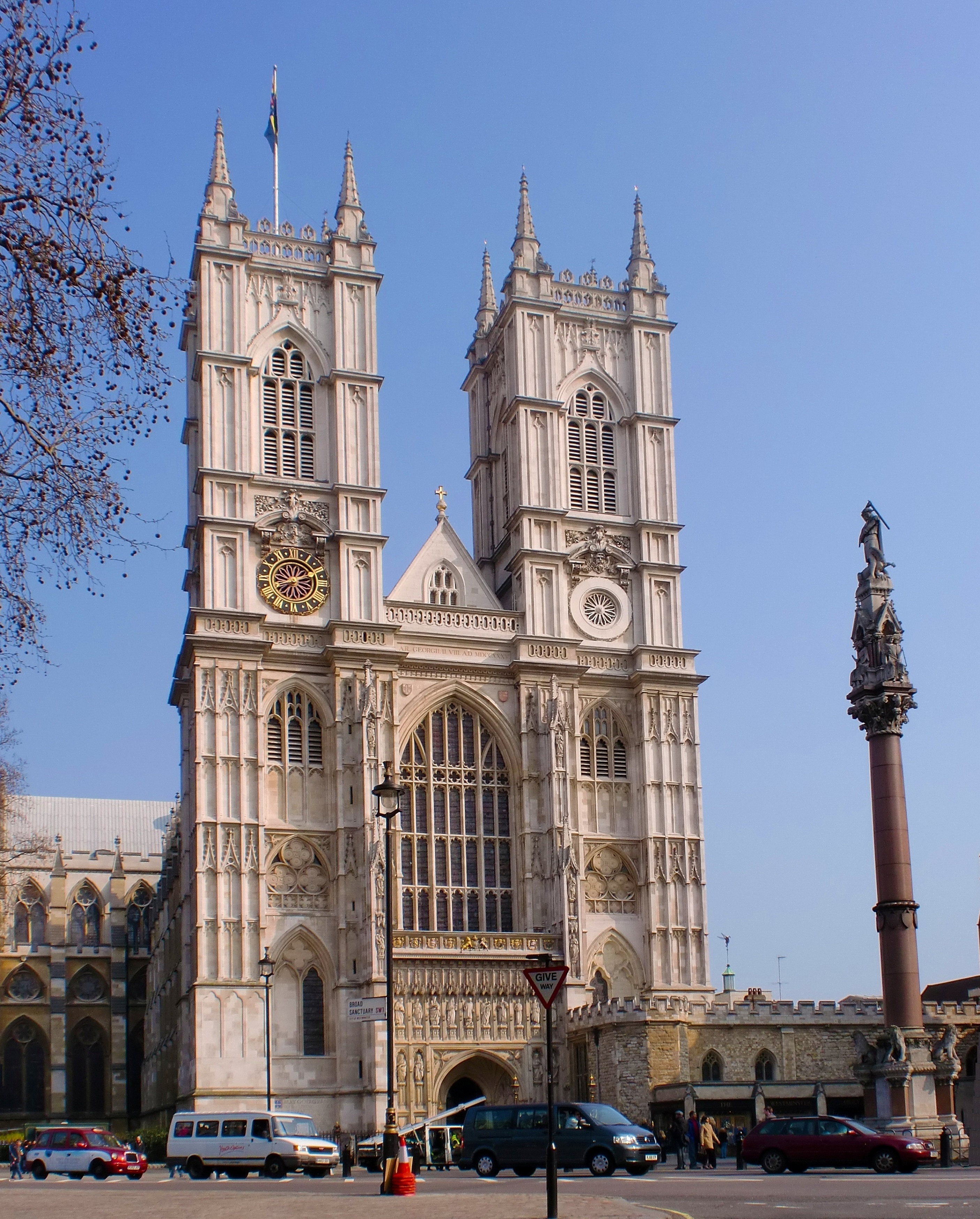
Westminster Abbeys mäktiga västfasad.

Westminster Abbey, formellt Kollegiatstiftskyrkan Sankt Peter vid Westminster, är en stor och i huvudsak gotisk klosterkyrka i London i England, strax väster om parlamentsbyggnaden Westminsterpalatset. Det är en av Storbritanniens mest kända kyrkor, och sedan kröningen av Vilhelm Erövraren 1066 har alla kungliga kröningsceremonier i England och Storbritannien ägt rum här.
Westminster Abbey är även traditionell begravningsplats för engelska och brittiska monarker, premiärministrar, nationalskalder, skådespelare, vetenskapsmän och höga militärer. Här finns också Den okände soldatens grav.
Strax intill nationalhelgedomen står Saint Margaret's Church, som sedan 1600-talet fungerat som underhusets församlingskyrka. Både Westminster Abbey och Saint Margaret's var del av ett benediktinerkloster till dess klostret upplöstes 1539 under den engelska reformationen. Sedan 1560 är båda kyrkorna så kallade kungliga undantag (engelska: Royal Peculiar), det vill säga en kyrka utanför stiftsindelningen, som lyder direkt under monarken. Westminster Abbey fungerar som ett kollegiatstift. En av kanikerna i Westminster Abbeys kollegiatkapitel är också kyrkoherde i Saint Margaret's.
Westminster Abbey upptogs på Unescos världsarvslista 1987, tillsammans med Palace of Westminster och Saint Margaret's Church.

### St Mary-le-Bow med Court of Arches ecklesiastiska domstol

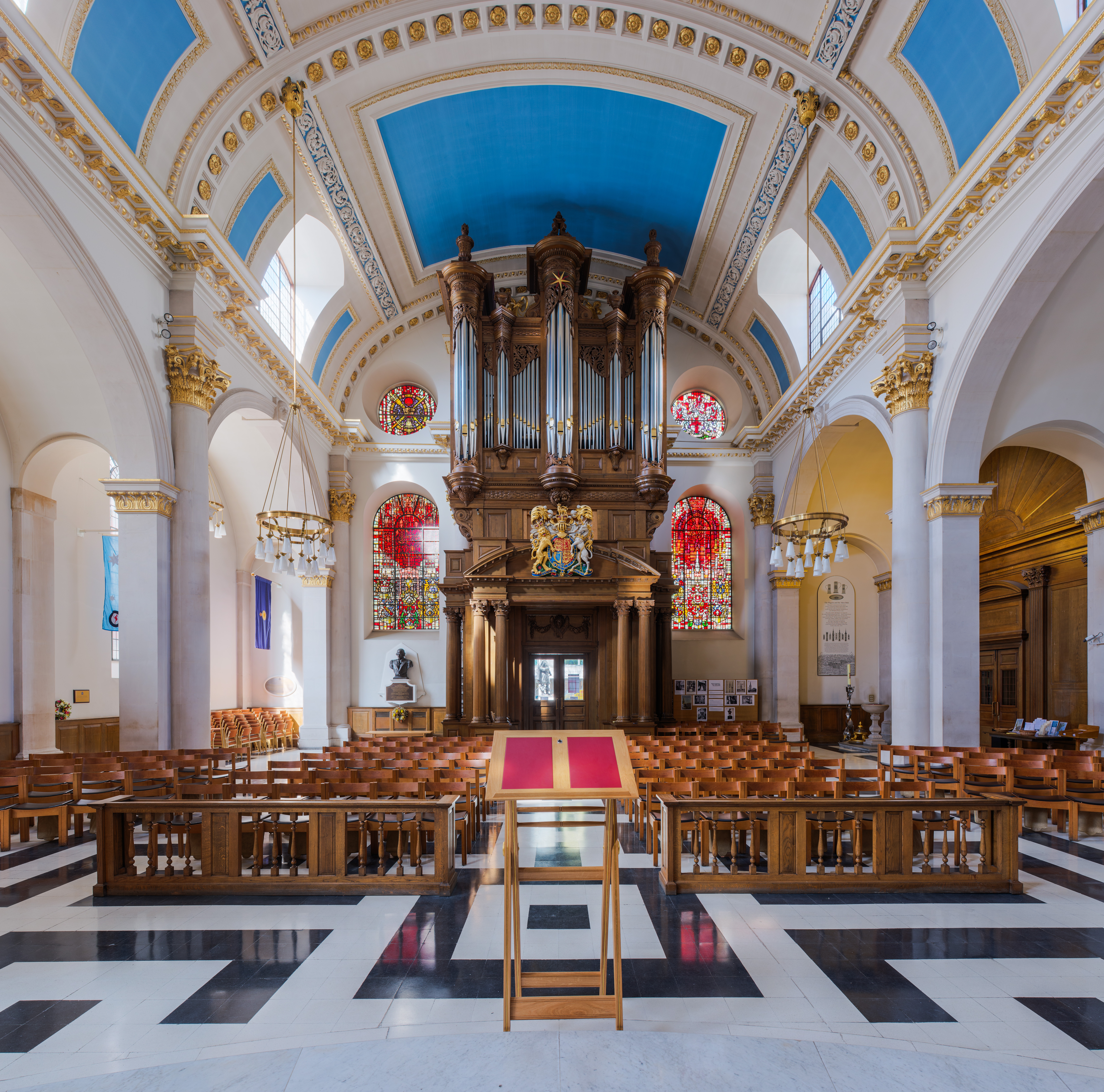
Kyrkorum och orgel i St Mary-le-Bow.

St Mary-le-Bow är ursprungligen från 1000-talet, men efter den stora branden i London 1666 är det en barockkyrka uppförd under Christopher Wren. 
Under medeltiden var St Mary-le-Bow ärkebiskopens av Canterbury kyrka i London, undantagen från stiftsindelningen. Totalt fanns 13 sådana kyrkor i London, vilka styrdes av dekanen i St Mary-le-Bow på ärkebiskopens uppdrag. Dekanen blev så småningom även ordförande för den ecklesiastiska domstolen i Canterbury kyrkoprovins, som också samlades i St Mary-le-Bow. Domstolen kom att kallas ’’Court of Arches’’ efter valvbågarna i kyrkans krypta.
Kyrkans klockspel förekommer i legender, ramsor och uttryck. Enligt folktradition ska en äkta cockney vara född och bo inom hörhåll från ’’The Bow Bells,’’ och en allmänt spridd berättelse förtäljer att det var klockorna som kallade tillbaka den unge Richard Whittington till staden. En inspelning av klockorna har även använts av BBC World Service som signatur för dess sändningar från tidigt 1940-tal och framåt.

### St Martin in the Fields, radioförsamlingen med fokus på hemlösa

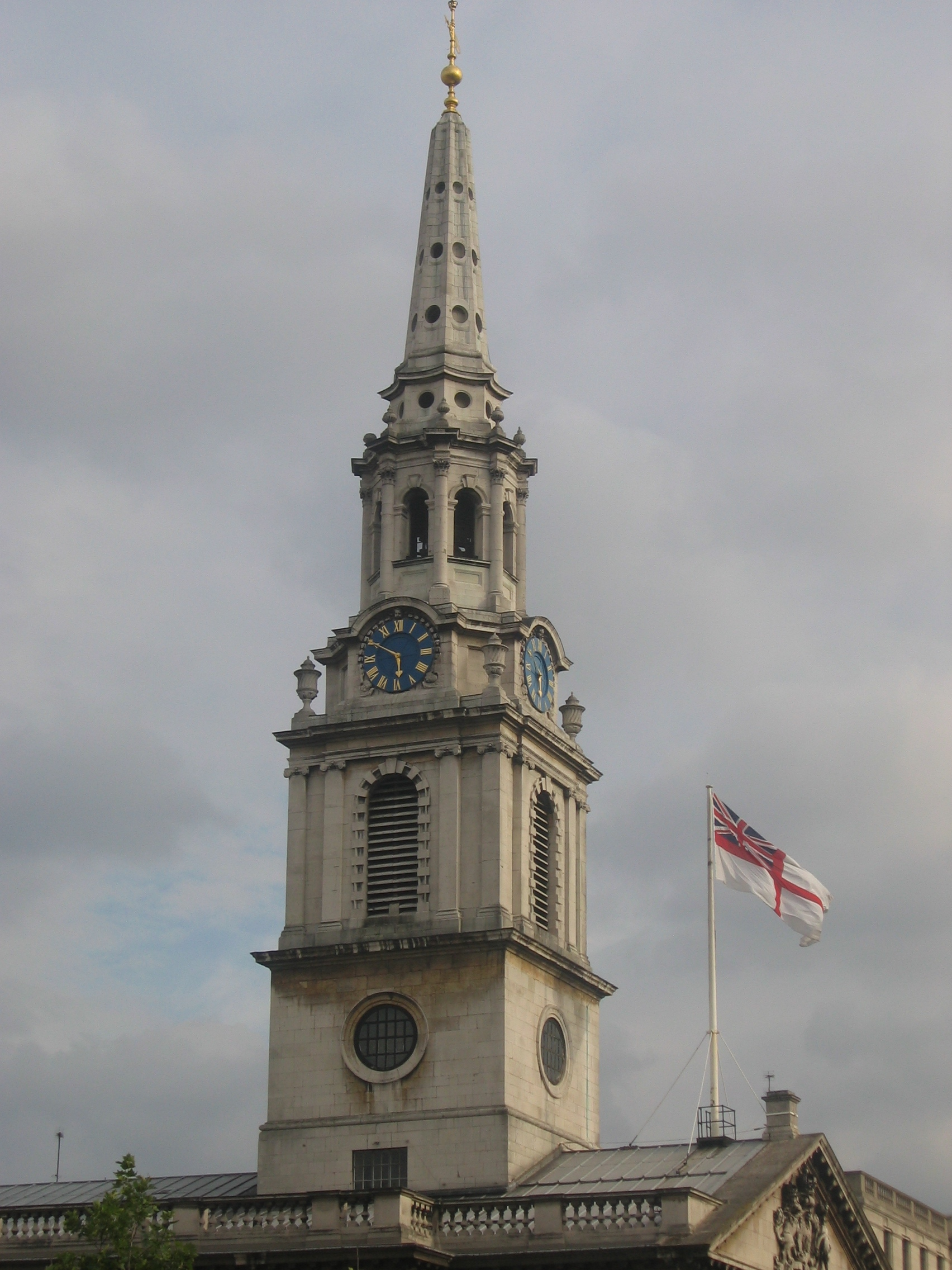
St Martin-in-the-Fields flaggar med Royal Navy's White Ensign.

St Martin-in-the-Fields är en kyrka i församlingen med samma namn, och ligger i nordöstra hörnet av Trafalgar Square i City of Westminster. Kyrkan är tillägnad Martin av Tours, som är skyddshelgon för bland annat tiggare.
St Martin-in-the-Fields är känd för församlingens omfattande arbete med hemlösa och med personer i prekära bostadssituationer. Sedan 1920 har kyrkan bedrivit en årlig julinsamling för ändamålet. Sedan 1927 sker det i samarbete med BBC Radio.
Kyrkans närhet till det dåvarande Whitehallpalatset ledde till att den kom att fungera som hovets församlingskyrka. Kopplingen till hovet finns fortfarande kvar i modern tid. Inom församlingen ligger även The Admiralty, den tidigare ledningen av Storbritanniens örlogsflotta, och av tradition firas Royal Navys gudstjänster här. St Martin-in-the-fields kyrkklockor har använts för att signalera seger i sjöslag, och i stället för Storbritanniens nationsflagga Union Jack hissar kyrkan örlogsflaggan White Ensign.
Genom sitt centrala läge förekommer kyrkan flitigt i populärkulturen, i romaner som David Copperfield (Charles Dickens 1850), Ett rum med utsikt (E.M. Forster 1908) och 1984 (George Orwell 1949) men även i modern film och tv såsom Notting Hill (1999) och Sherlock (2010). Kyrkan var också värd för Storbritanniens första radiosända gudstjänst, 6 januari 1924 kl. 18.15.

### Holy Trinity Brompton (HTB)

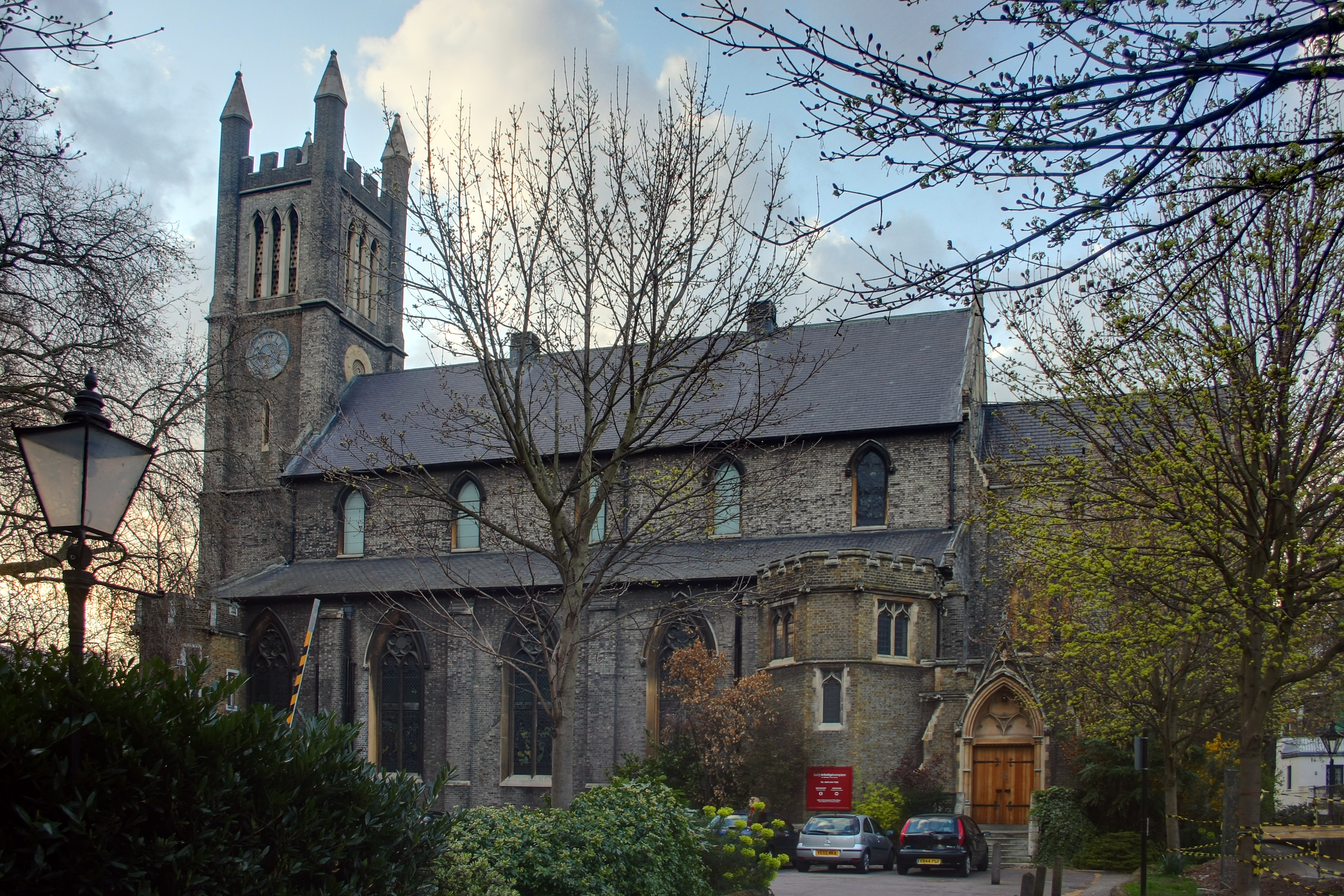
Holy Trinity Brompton är församlingens största mötesplats, men gudstjänster firas även i tre andra kyrkor i området.

Holy Trinity Brompton ("HTB") är en församling i Royal Borough of Kensington and Chelsea, som är internationellt känd som den plats där Alphakursen utvecklades. Alphakursen är en introduktionskurs i kristen tro, och började utvecklas under tidigt 1980-tal. I samband med att kursen blev internationellt uppmärksammad i slutet av 1990-talet fick den sin nuvarande form, där kursupplägget och kursmaterialet i princip är detsamma var kursen än hålls. Kursen bygger på gemenskap runt matbordet, föredrag kring de grundläggande delarna av kristen tro och samtal i mindre grupper. Under 2021 beskrev Alphas hemsida kursen som att den finns i över 100 länder på över 100 språk, och genomförs inom de flesta större kristna samfunden. Kursen har också fått flera efterföljare, bland annat äktenskapskursen.
Församlingen har varit en ledande inspiratör inom lovsångsmusik, inte minst genom Tim Hughes som varit anställd lovsångsledare i församlingen och initiativtagare till Worship Central, ett utbildningsprogram för lovsångsmusiker.
Holy Trinity Brompton arbetar aktivt med församlingsplantering och omstart av församlingar på väg att dö ut. Genom att anställda och församlingsmedlemmar tillsammans gör en långsiktig satsning på att bygga upp en ny församlingsgemenskap har ett tjugotal församlingar ombildats eller nybildats, framför allt i Greater London area.
Vid Holy Trinity Brompton finns också Saint Paul's Theological Centre, som anordnar kurser i kristen tro för både församlingsmedlemmar och prästkandidater. Församlingen jobbar även nära Londons stifts utbildningsinitiativ St Mellitus College.

## Skolor
Engelska kyrkan har under hundratals år bedrivit skolverksamhet, så även i Londons stift. Londons stifts skolstyrelsen (eng. The London Diocese Board of Schools, LDBS) bildades 1836 för att stötta det snabbt växande antalet skolor i stiftet.
I mars 2020 stöttade stiftets skolstyrelse 163 kyrkskolor (eng. church schools) i Greater London-området. Skolstyrelsen utgör en från stiftet separat välgörenhetsorganisation, men leds av biskopen och representanter valda av ärkediakonaten, med syftet att genomföra stiftets åtagande att bidra till barns undervisning.
Varje skola utgör en egen association, men får ekonomiskt stöd från skolstyrelsen för bland annat sina fastigheter. Skolstyrelsen strävar efter att främja utbildning som stämmer överens med Engelska kyrkans tro och lära. Det gör den både genom att stötta religionsundervisning i sekulära skolor och genom att stötta och erbjuda lokaler för kyrkskolor.
Styrelsen förvaltar också kyrkans skolfastigheter och förvaltar och förmedlar medel avsedda för att bygga, utöka eller förbättra kyrkskolornas byggnader. Skolstyrelsen arbetar också med lärarrekrytering och andra personalfrågor för kyrkskolorna.
Under 2010-talet växte stiftets kyrkskolor i antal från 149 till 161, med cirka 59 000 elever dagligen (2020).

## Biskopslängd
Nedan presenteras de biskopar som lett Londons stift under 1900- och 2000-talen. Där inget annat anges i noter är uppgifterna i nedanstående biskopslängd hämtade från Crockford's Clerical Directory.
| Från | Till      | Biskop                    | Kommentar |
| ---- | --------- | ------------------------- | --- |
| 1901 | 1939      | Arthur Winnington-Ingram  | Biskopvigdes 30 november 1897 som suffraganbiskop av Stepney, i Londons stift. Överfördes till stiftsbiskop av London från 1901. Entledigades på egen begäran 1939. Ledamot av kronrådet från 14 maj 1901. |
| 1939 | 1945      | Geoffrey Fisher           | Biskopvigdes 21 september 1932 för tjänst som biskop av Chester. Överförd till London 1939, och igen överförd 1945 till ämbetet som ärkebiskop av Canterbury. |
| 1945 | 1956      | William Wand              | Biskopvigdes 1 maj 1934 för tjänst som ärkebiskop av Brisbane, Australien, Överfördes till Bath and Wells 1943, och därifrån till London 1945. Entledigades från ämbetet på egen begäran 1956. . En av de assisterande biskoparna vid drottning Elizabeth II:s kröning. |
| 1956 | 1961      | Henry Montgomery Campbell | Biskopvigdes 1940 för tjänst som suffraganbiskop av Willesden i Londons stift, överfördes 1942 till suffraganbiskop av Kensington i samma stift, därefter stiftsbiskop i Guildfords stift 1949, för att slutligen installeras som biskop av London 5 mars 1956. Entledigades från ämbetet på egen begäran 1961. |
| 1961 | 1973      | Robert Stopford           | Biskopvigdes 11 juni 1955 för tjänst som suffraganbiskop av Fulham i Londons stift, med ansvar för församlingarna i Nord- och Centraleuropa. Överfördes till tjänst som stiftsbiskop i Peterborough stift i juni 1956, innan han överfördes igen till London i september 1961. Entledigades på egen begäran i juni 1973. Omorganiserade stiftet genom The London Area Scheme, som innebar ett uttalat områdesansvar för suffraganbiskoparna i en struktur som kvarstår än i dag (2021). Den sista biskopen av London som använde Fulham Palace som sitt residens. |
| 1973 | 1981      | Gerald Ellison            | Biskopvigdes 1950 för tjänst som suffraganbiskop av Willesden i Londons stift, överfördes till stiftsbiskop av Chester stift våren 1955 och sedan till biskop av London i juni 1973. Entledigades på egen begäran 1981. |
| 1981 | 1991      | Graham Leonard            | Biskopvigdes 1964 för tjänst som suffraganbiskop av Willesden i Londons stift, överfördes till stiftsbiskop av Truro stift 1973 och därifrån till biskop av London 1981. Entledigades på egen begäran 1991. Trots att han var en tydlig motståndare till prästvigning av kvinnor genomförde biskop Leonard i mars 1987 vigning av 71 kvinnor till diakoner i Sankt Paulskatedralen, bara två år efter att Engelska kyrkan tillåtit kvinnor i diakonämbetet, och trots att det var ett tydligt försteg till en kommande prästvigning. Tre år efter att Graham Leonard lämnat ämbetet som anglikansk biskop lämnade han också Engelska kyrkan, för att tas emot som medlem i Katolska kyrkan. Han prästvigdes på nytt inom sitt nya samfund, och fick också honorärtiteln Monsignore. |
| 1991 | 1995      | David Hope                | Biskopvigdes 1985 för tjänst som biskop i dåvarande Wakefields stift, överfördes till London 1991 och slutligen till ämbetet som ärkebiskop av York 1995. |
| 1995 | 2017      | Richard Chartres          | Biskopvigdes 1992 för tjänst som suffraganbiskop av Stepney i Londons stift. och överfördes till London i november 1995. Entledigades på egen begäran i februari 2017. Chartres intog en framträdande roll vid nationella ceremonier, predikat bland annat vid bröllopet mellan prins William och prinsessan Catherine 2011 samt vid förre premiärminister Margaret Thatchers begravning. Han tjänstgjorde även som prinsessan Dianas testamentsexekutor. Avstod helt från att viga prästkandidater, både manliga och kvinnliga, för att undvika konflikter mellan Engelska kyrkans olika trosinriktningar. |
| 2018 | nuvarande | Sarah Mullally            | Biskopvigdes 22 juli 2015 av ärkebiskopen av Canterbury Justin Welby för tjänst som suffraganbiskop av Crediton i Exeters stift, överfördes till London och installerades den 12 maj 2018. Fjärde kvinnan att biskopvigas i Engelska kyrkan, och den första som biskop av Londons stift. Tidigare Chief Nursing Officer, det brittiska sjukvårdssystemets högsta ansvariga för omvårdnad, förlossnings- och mödravård. |
|      |           |                           | |